# Chile na Zimowych Igrzyskach Olimpijskich 1998
Chile na Zimowych Igrzyskach Olimpijskich 1998 reprezentowało 3 zawodników. Był to dwunasty start Chile na zimowych igrzyskach olimpijskich.

## Dyscypliny

### Narciarstwo alpejskie
Mężczyźni
| Zawodnik       | Konkurencja | Wyścig 1 | Wyścig 2 | Suma         | Suma    |
| Zawodnik       | Konkurencja | Czas     | Czas     | Czas         | Miejsce |
| -------------- | ----------- | -------- | -------- | ------------ | ------- |
| Thomás Grob    | Zjazd       |          |          | Nie ukończył | –       |
| Rainer Grob    | Zjazd       |          |          | 1:58.75      | 28      |
| Nils Linneberg | Zjazd       |          |          | 1:56.59      | 26      |
| Thomás Grob    | Supergigant |          |          | Nie ukończył | –       |

Kombinacja mężczyzn
| Zawodnik    | Slalom | Slalom | Zjazd   | Suma        | Suma    |
| Zawodnik    | Czas 1 | Czas 2 | Czas    | Łączny czas | Miejsce |
| ----------- | ------ | ------ | ------- | ----------- | ------- |
| Rainer Grob | 58.50  | 54.63  | 1:41.26 | 3:34.49     | 13      |
| Thomás Grob | 56.51  | 51.41  | 1:40.68 | 3:28.60     | 11      |